# Панкисское ущелье
Панки́сское уще́лье (груз. პანკისის ხეობა, чечен. ПIанкIазан чIож) — ущелье на севере Грузии.

## Расположение
Панкисское ущелье расположено в Грузии, в Ахметском муниципалитете Кахетии (северная часть Кахетии) в верховьях реки Алазани. Ущелье проходит на расстоянии 60 км параллельно грузино-российской границе, и отделено от неё горным хребтом. Протяжённость ущелья составляет 60 километров, ширина — около пяти километров. В ущелье преимущественно проживают чеченцы (кистинцы), здесь расположено 16 чеченских населённых пунктов.

## История
В древности в ущелье находились поселения, тут обнаружены оружие, предметы быта, предметы периода бронзы, монеты различных времён.
До поселения здесь чеченцев ущелье было обезлюдевшим местом с густорастущими лесами. Чеченцы с верховьев Аргуна переселялись в Панкисское ущелье по причинам Кавказской войны, кровной мести и др. В частности, в ущелье переселились чеченцы из следующих обществ: аккхий, дишний, майстой, малхий, нашхой, терлой, хачарой, хилдехарой, шикарой. После переселения чеченцев в Панкисское ущелье прекратились набеги соседних обществ Дагестана на Кахетию. Одним из первых поселений, основанных чеченцами было Дуиси, заложенное примерно в 1826 году, в 1835 году 54 чеченских семейств из Майсты основали селение Джоколо, к 1858 году в Омало уже проживали чеченцы из Хилдехароя, позднее в аулы Омало и Биркиани были поселены ещё 40 чеченских семей. Со временем появились новые чеченские аулы: Чхатана, Хораджо, Дзибахеви.
Затем, вслед за кистинцами, тут основали селения пшавы из Эрцо-Тианети и Верхней Пшави: Кош-кеби (Кварел-цкали), Каклиани, Дзибахеви, Бацара, Хадори, Толоша и Земо (Верхнее) Халацани.
В конце XIX века осетины, в основном, переселявшиеся из Джавского ущелья основали селения: Думастури, Нижнее Халацани, Цинубани, Корети. 
К 1901 году, согласно переписи, в Панкисском ущелье, уже в 18 селениях, проживало 544 семейств: 291 кистинских, 174 - смешанных (пшавы и тушины) и 79 осетинских.

## Население
В Панкисском ущелье сейчас проживает примерно 10 000 человек, подавляющее большинство из них чеченцы, они компактно проживают в селениях: Дуиси, Джоколо, Биркиани, Дзибахева, Омало, Думастури, Земо-Халацани, Квемо-Халацани, Шуа-Халацани, Корети, Цину-бани и в других, кроме чеченцев в ущелье живут грузины и осетины.
После распада СССР часть кистинцев переселилась в Чечню, но во время военных действий многие из них вернулись. В 1990-х годах здесь же обосновались беженцы из Чечни, покинувшие её, со временем большинство из них покинули Грузию. По данным на июнь 2000 года, их было около 6500 человек. По данным на февраль 2008 года, в ущелье проживало около 600 беженцев из Чечни. 

## Быт
В ущелье развиты следующие ремёсла: изготовление деревянной утвари, паласов, бурок, шапок, войлочных ковров. В прошлом изготавливали оружие и инструменты. До сих пор сохранились водяные мельницы.